# Крючков Леонід Якович
Леонід Якович Крючков (нар. 1 лютого 1945) — український підприємець, керівник будівельної компанії «Стікон», лауреат Державної премії України в галузі архітектури, заслужений будівельник України, почесний громадянин Одеси.

## Життєпис
У 1968 році закінчив гідротехнічний факультет Одеського інституту інженерів морського флоту (нині Одеський національний морський університет) за фахом інженера-гідротехніка з правом виконання загальнобудівних робіт. Пройшов трудовий шлях від майстра до директора великого будівельного підприємства. Почав працювати в компанії «Стікон» (тоді ще Одеське ремонтно-будівельне управління № 7) з 1990 року. На той час на підприємстві було близько 100 працівників. У 1994 році шляхом приватизації членами трудового колективу було створено акціонерне товариство «Стікон», головою правлінням якого був обраний Леонід Якович Крючков. У 2003 році ВАТ «Стікон» було реорганізовано в товариство з обмеженою відповідальністю «Стікон». До 2016 року кількість співробітників компанії зросла до півторьох тисяч. Крім забудови і продажу житлової нерухомості компанія відремонтувала та відновила знакові для Одеси об'єкти, серед яких Спасо-Преображенський кафедральний Собор, Воронцовський маяк, Одеський академічний театр опери та балету та інші.

## Громадська діяльність
Леонід Крючков є членом Ради директорів Конфедерації будівельників України, членом президіуму Будівельної палати України, член правління Одеської міської організації роботодавців та Асоціації одеських будівельників. Компанія «Стікон», керівником якої він є, здійснює благодійну допомогу організаціям охорони здоров'я та освіти, військовим частинам, людям з інвалідністю та пенсіонерам.

## Нагороди та відзнаки
- Державна премія України в галузі архітектури
- Заслужений будівельник України
- Орден «За заслуги» II ступеня
- Почесна Грамота Президента України за активну благодійницьку діяльність у гуманітарній сфері
- Орден «Золотий знак» Української спілки підприємців і виробників
- Почесний Хрест Української православної церкви
- Занесений в «Золоту книгу української еліти»
- Почесний громадянин Одеси
- Регулярно потрапляє до списку «100 впливових одеситів»[3][6]